# Irene Becker (Musikerin)

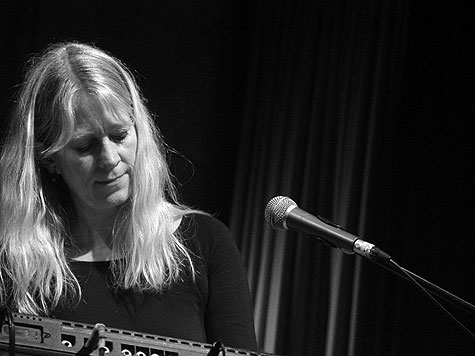
Irene Becker 2011

Irene Becker (* 30. März 1951 in Aalborg) ist eine dänische Jazzmusikerin (Keyboards, Komposition).

## Wirken
Becker studierte bis 1981 Musikwissenschaften an der Universität Kopenhagen und bildete sich dann weiter am Creative Music Studio in Woodstock bei Karl Berger und Naná Vasconcelos. Später studierte sie Komposition bei Bob Brookmeyer am Rytmisk Musikkonservatorium (zweiter Abschluss 1998). 
Becker war 1975 gemeinsam mit Lotte und Hanne Rømer Gründungsmitglied der Frauenrockband Hos Anna (erstes, gleichnamiges Album 1977). Seit 1978 war sie Mitglied des Jazz-Quartetts Thermænius, aus dem das Trio Dørge-Becker-Carlsen hervorgegangen ist. Becker ist mit dem Gitarristen Pierre Dørge verheiratet und spielt seit 1981 auch in dessen New Jungle Orchestra (etwa The Jazzpar Prize, 1991); sie arbeitete auch außerhalb dieser Band mit John Tchicai, Marilyn Mazur und Johnny Dyani. Sie war mit der Oberton-Sängerin Sainkho Namtchylak auf Tournee und spielte mit ihr eine sehr inspirierte Studio-CD ein. In den letzten Jahren hat sie viel mit Tänzern und Dichtern zusammengearbeitet.
Reisen und Tourneen nach Gambia, Ghana, Bali, Sibirien und China gaben ihr die Gelegenheit zu Feldstudien und der Auseinandersetzung mit diesen alten musikalischen Kulturen; u. a. hat sie mit der Fusion von Gamelan- und elektroakustischen Instrumenten experimentiert.
Als Komponistin hat sie für Big Band, für ein Holzbläserquintett und für Chor geschrieben, unter anderem für das Skandinaviske Blæserkvintet, Wærmekvartetten, Figura-ensemblet, Den Danske Saxofonkvartet, Ars Nova Copenhagen, New Music Orchestra, Copenhagen Art Ensemble, Toneart Ensemble und das New Jungle Orchestra. Auch Le Mystère des voix Bulgares führte ihre Werke auf. Weiterhin komponierte sie Film- und Theatermusiken. Ab 1996 arbeitete sie als Lehrerin am Musikwissenschaftlichen Institut der Universität Kopenhagen.

## Diskografie (Auswahl)
- Thermænius: Thermænius Live (Pick-UP 1979)
- Thermænius: Copenhagen Boogie (CBS 1982)
- Dørge-Becker-Carlsen (feat. Marilyn Mazur): Canoe (Olufsen Records 1986)
- Dørge-Becker-Carlsen: (feat. Hamid Drake): La Luna (Olufsen Records 1987)
- Sainkho Namtchylak & Irene Becker: Dancing on the Island (Olufsen Record 1993)
- Povl Dissing & Irene Becker: Zoo Sange (Olufsen Records 1996)
- Irene Becker, Yu Jun, Charlotte Halberg Xong for the Blue Moon (Exlibris 2007)
- Dørge Becker Carlsen: The Skagen Concert (Tutl 2008)
- Irene Becker & Aviaja Lumholt: Magic Mystery Moon (SteepleChase Records 2015)